# Park Zdrojowy im. Jana Pawła II w Lądku-Zdroju

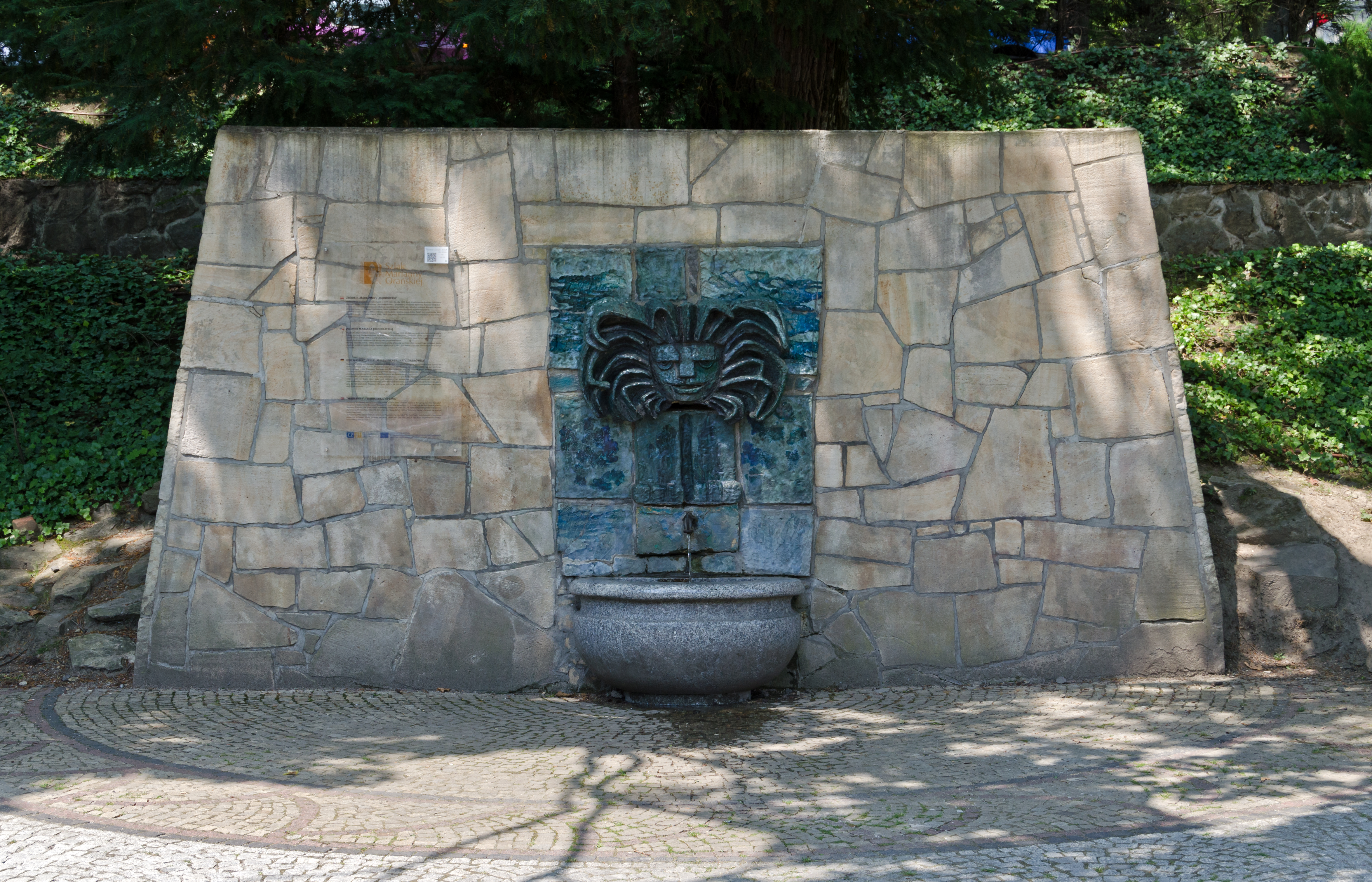
Źródło wody mineralnej „Dąbrówka”

Park Zdrojowy im. Jana Pawła II w Lądku-Zdroju – park o powierzchni 1,2 ha w Lądku-Zdroju, znajdujący się we wschodniej części miasta.

## Obiekty na terenie parku
- zakład przyrodoleczniczy „Wojciech”
- marmurowe rzeźby, efekt pleneru rzeźbiarskiego z 1980
- basen rekreacyjny
- kaplica zdrojowa
- fontanna zdrojowa
- źródło mineralne na wolnym powietrzu „Dąbrówka” o temperaturze 19,7 °C[1]

## Roślinność
W parku dominują drzewa liściaste: buk zwyczajny, lipa drobnolistna, klon jawor. Aleja modrzewiowa powstała w r. 1782 z inicjatywy ministra Hoyma, który przebywał w uzdrowisku jako kuracjusz, łączy park centralny z domem zdrojowym i zadrzewiona jest modrzewiem europejskim.

## Szlaki turystyczne
Przez park przebiegają następujące szlaki turystyczne:
- Bardo Śląskie, Śnieżnik